# Knefastia tuberculifera
Knefastia tuberculifera é uma espécie de gastrópode do gênero Knefastia, pertencente a família Pseudomelatomidae.